# Підземне джерело
Підземне джерело — гідрологічна пам'ятка природи місцевого значення. Об'єкт розташований на території Черкаського району Черкаської області, квартал 20 Мошенського лісництва, ліва сторона шляху Р10 на ділянці Черкаси — Мошни.
Площа — 0,01 га, статус отриманий у 1979 році.

## Галерея

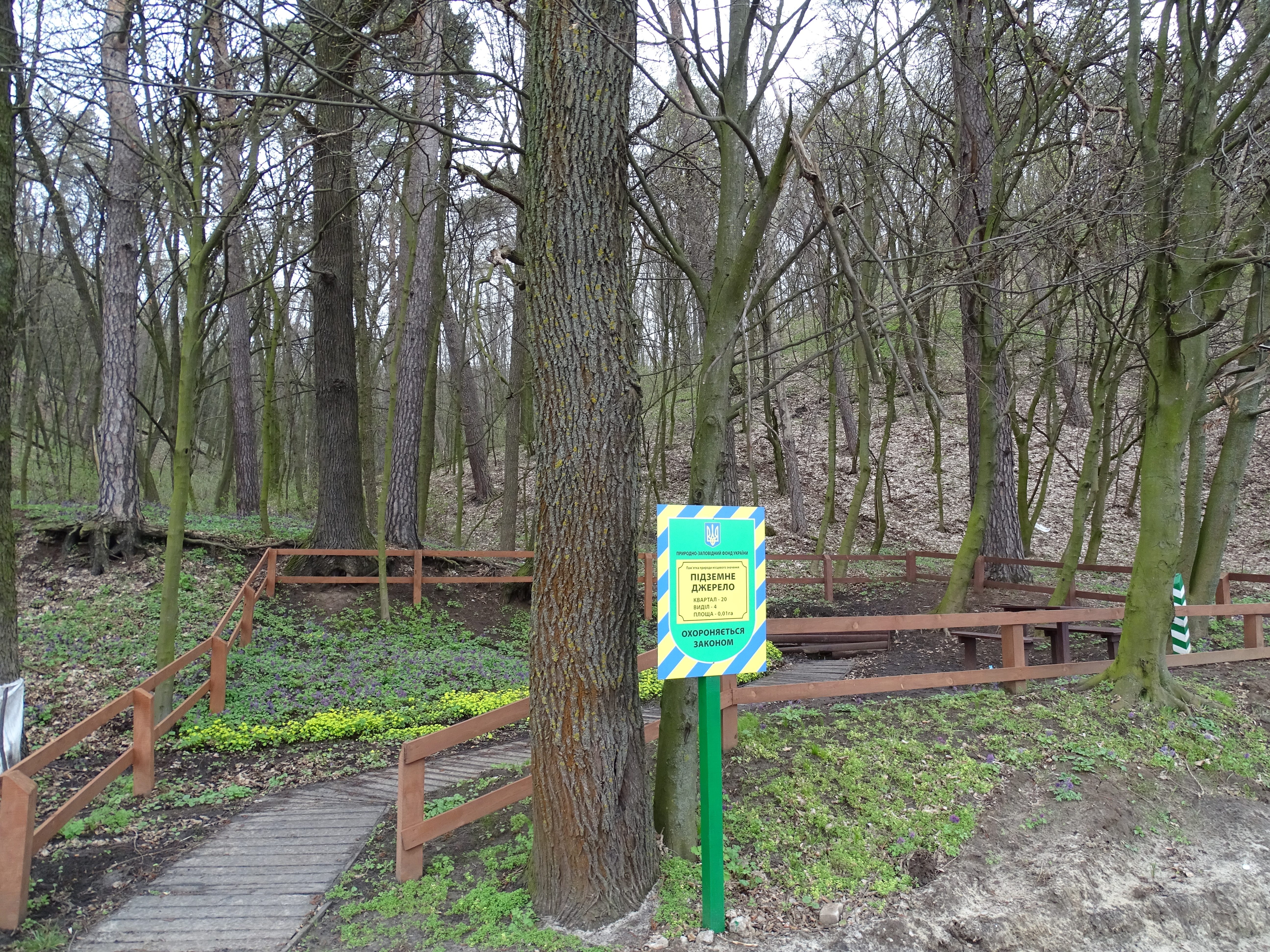
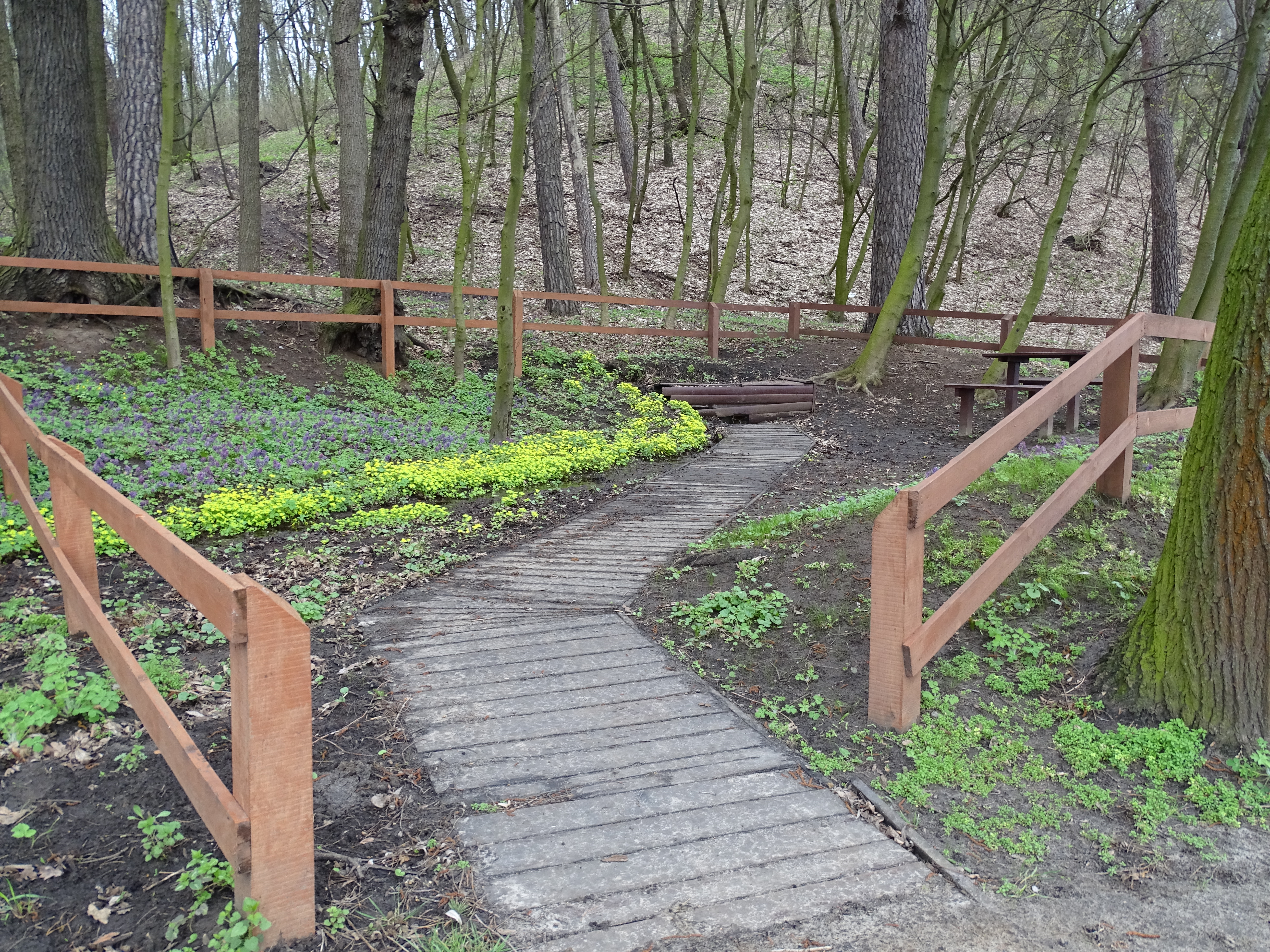
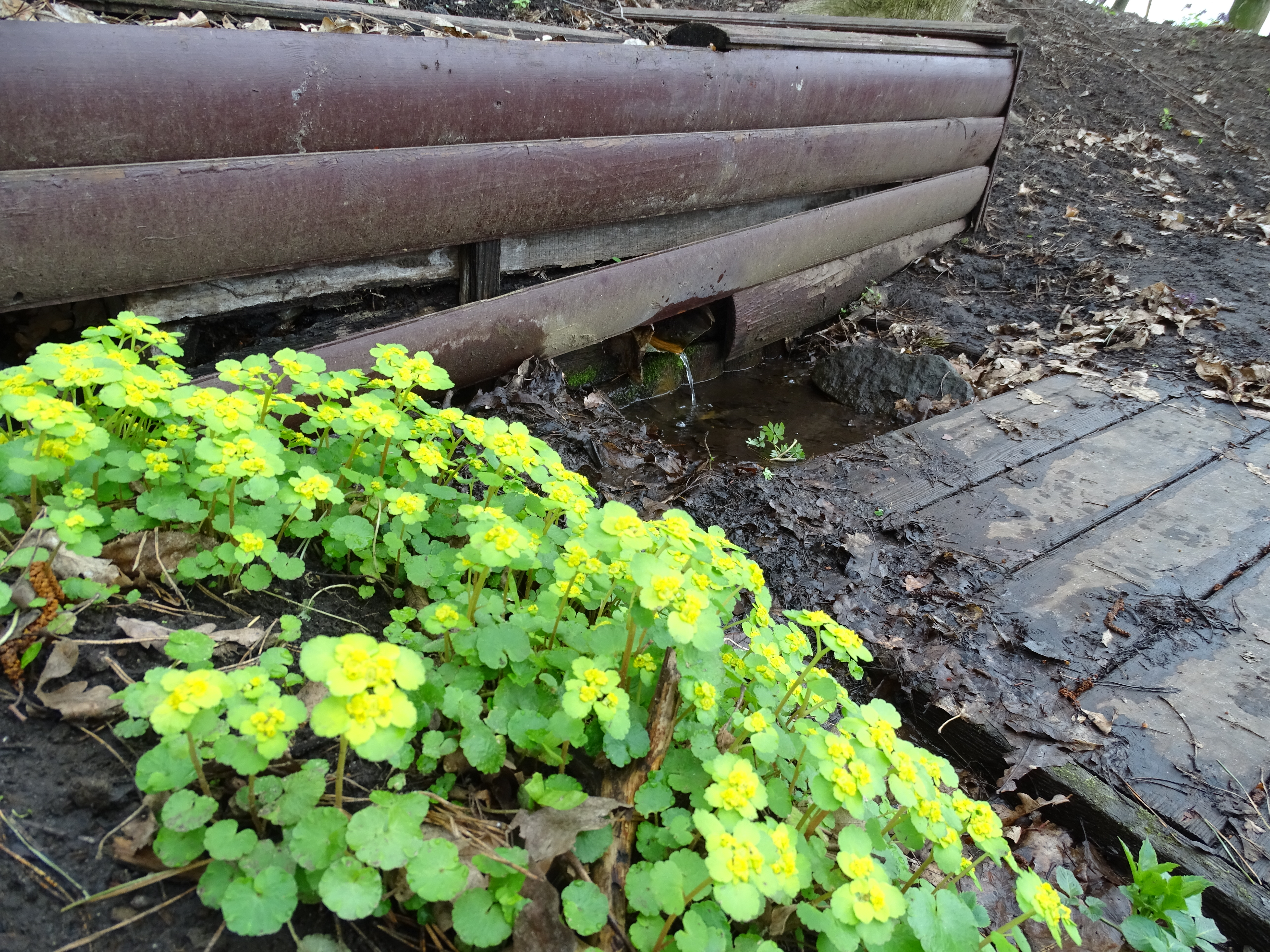